# Malobidion brunneum
Malobidion brunneum är en skalbaggsart som beskrevs av Schaeffer 1908. Malobidion brunneum ingår i släktet Malobidion och familjen långhorningar. Inga underarter finns listade i Catalogue of Life.